# Barbara Castle
Barbara Castle, baronne Castle of Blackburn, née Barbara Betts le 6 octobre 1910 à Chesterfield dans le Derbyshire et morte le 3 mai 2002 dans le Buckinghamshire, est une femme politique britannique membre du Parti travailliste britannique. Elle est élue députée pour la première fois en 1945 et devient présidente du comité national exécutif du parti en 1958. Ayant occupé plusieurs ministères, elle est en particulier connue pour avoir poussé à l'adoption en 1970 de l'Equal Pay Act, qui instaure au Royaume-Uni l'égalité de rémunération entre hommes et femmes, à compétence égale. Elle est députée au Parlement européen de 1979 à 1989.